# Гуслар
Гуслар (болг. Гуслар) — село в Болгарии. Находится в Добричской области, входит в общину Тервел. Население составляет 33 человека.

## Политическая ситуация
В местном кметстве Гуслар, в состав которого входит Гуслар, должность кмета (старосты) исполняет Метин Мехмед Осман (Порядок, законность и справедливость (РЗС)) по результатам выборов.
Кмет (мэр) общины Тервел —  Живко Жеков Георгиев (Болгарская социалистическая партия (БСП)) по результатам выборов.